# Kim Soo-hyun
Kim Soo-hyun (en hangul, 김수현; en hanja, 金秀賢; Seúl; 16 de febrero de 1988) es un actor, cantante y modelo surcoreano, conocido por sus papeles en series de televisión como Dream High (2011), Moon Embracing the Sun (2012), My Love from the Star (2013-2014), It's Okay to Not Be Okay (2020) y La reina de las lágrimas (2024), además de las películas The Thieves (2012) y Secretly, Greatly (2013).

## Biografía
Durante sus días de escuela fue un joven tímido y para cambiar su personalidad introvertida su madre le animó a tomar clases de actuación. Su padre es Kim Chung-hoon, cantante y líder de la banda de los años 80 «Seven Dolphins».

Soo-hyun se matriculó en la Universidad Chung-Ang, con especialización en Estudios de Cine y Teatro, participó en los musicales Grease y A Midsummer Night's Dream.
En 2015 se hizo público que Kim tiene una media hermana paterna llamada Kim Ju-na, la cual es cantante. Lee Sa-rang (su primo), lo dirigió en su última película, Real (2017).

### Acusaciones degrooming
En marzo de 2025, Kim se convirtió en blanco de acusaciones de grooming hacia la actriz Kim Sae-ron, quien se suicidó ese mismo año en el día del cumpleaños de Kim Soo-hyun. De acuerdo con las acusaciones de la familia de la fallecida actriz, la relación habría empezado cuando él tenía 27 años y ella tan solo 15. Gold Medalist, la agencia de Kim Soo-hyun, negó las acusaciones y anunció «fuertes acciones legales» en contra de los autores de las acusaciones, aunque posteriormente admitió las relaciones solo desde que ella era mayor de edad. Más adelante se hicieron públicos nuevos informes y documentos que avalaban la relación e indicaban que la empresa solo trató de cubrir su delito.
El 27 de marzo de 2025 un miembro del bufete legal que representaba a la familia de Kim Sae-ron reafirmó la existencia de dichas relaciones e hizo públicas algunas conversaciones por chat entre ambos de alrededor de 2016, cuando ella era menor, así como una carta manuscrita de ella dirigida al actor, con una referencia explícita al noviazgo. Kim reaccionó interponiendo demandas por difamación, extorsión y acoso.

## Carrera
A finales de diciembre de 2019 se anunció que se había unido a la agencia «Gold Medalist Entertainment». Desde 2010 formó parte de la agencia «KeyEast Entertainment», hasta diciembre de 2019 luego de anunciarse que Soo-hyun no renovaría su contrato con la agencia.

### 2007-2008:televisión e inicios de Carrera
Debutó en televisión con un papel secundario en la comedia Kimchi Cheese Smile en 2007. En 2008 obtuvo un papel protagónico en el drama juvenil Jungle Fish, basado en una historia real, que fuerza a los graves problemas de fraude de la escuela, las normas académicas de la competencia, y los blogs interactivos de una manera fresca. El drama ganó varios premios, incluido el Peabody Award, Seoul Drama Festival, así como también el premio Asia-Pacific Broadcasting Union.
Para la segunda mitad del año participó en el programa de variedades Delicious Quiz, como uno de los presentadores.

### 2009-2010:Aumento de Popularidad
En 2009 actuó en el cortometraje Worst Friends de Namkoong Sun, que ganó el premio a la mejor película en el Drama award at the Mise en Scène Short Film Festival y la buena acogida de dos episodios especiales de fin de año de SBS donde actuó junto al actor veterano Choi Min Soo.
Fue también copresentador del programa de Mnet Boys & Girls Music Countdown junto a Han Seung-yeon del grupo Kara.

### 2011:Dream High y debut como cantante
Protagonizó el drama juvenil Dream High. El drama obtuvo altos índices de audiencia a nivel nacional. Fue el único actor joven en un elenco de ídolos juveniles. Estudió canto y baile durante tres meses en JYP Entertainment antes de sacar las escenas requeridas en el drama.
Para la banda sonora del drama, grabó dos canciones, Dreaming, así como también «Dream High» con el resto del elenco.

### 2012:The Moon Embracing The Suny debut en cine
Su popularidad se disparó cuando protagonizó el drama de época The Moon Embracing The Sun como el joven rey Lee Hwon. El drama alcanzó un máximo índice registrado de audiencia del 42,2 %, ganándose así la consideración de «drama nacional».
De nuevo contribuyó con su voz a la banda sonora «Only You»  que posicionó en las listas de musicales, y el más moderno en su composición «Another Way» lanzado como el sencillo «Secret Version». and the more modern composition «Another Way».
También ganó varios reconocimientos por dicho teatro incluyendo el muy debatido Mejor Actor de Drama en Baeksang Arts Awards, dijo: «estoy muy agradecido por este momento, pero me da vergüenza también. Es como tener un montón de tareas. Voy a seguir tratando de llegar a ser un mejor actor para seguir siendo digno de este premio».
Debutó en la gran pantalla con la película The Thieves, promocionada por la prensa como la versión coreana de la franquicia Ocean's Eleven. The Thieves obtuvo 12.9 entradas vendidas convirtiéndose en la segunda película más taquillera en la historia del cine coreano.

### 2013:En secreto, enormemente
En 2013 se unió al elenco de la película Secretly, Greatly junto a Park Ki-woong y Lee Hyun Woo, para interpretar el papel de espías norcoreanos infiltrados en Corea del Sur como un tonto del pueblo, un músico de rock, y un estudiante de secundaria, respectivamente. La película es una adaptación de la popular serie webtoon «Covertness» por Hun y en su lanzamiento rompió varios récords de taquilla en Corea del Sur, y fue también uno de los mayores éxitos del año al haber agotado casi 7 millones de entradas durante su funcionamiento.
Por esta película ganó los premios Best New Actor en los 50 Premios Campana Grandes y los Baeksang Arts Awards, así como el premio de la popularidad.

### 2014:My Love from the Stary fama internacional
A partir 2013 y principios de 2014, protagonizó el drama My Love from the Star. El drama disfrutó de gran popularidad tanto a nivel local, como en el internacional, con más de dos mil millones de visitas en el sitio web streaming chino iQiyi (爱奇艺).
Para la segunda mitad del año fue invitado a actuar en la ceremonia de apertura de dos eventos deportivos internacionales. Celebrado el 16 de agosto de 2014, junto con estrellas del pop chino como Jane Zhang y Zhang Jie, así como el cantante ruso Molgun Galia, interpretando el tema oficial «Dian Wei Liang Lai» —en español: «Iluminar el futuro— en la ceremonia de apertura de los Juegos Olímpicos Juveniles de Verano 2014 en Nanjing, China. El evento fue transmitido en vivo a través de la emisora estatal china CCTV y la presencia de varios dignatarios clave que incluían al presidente de China, Xi Jinping, al secretario general de la ONU Ban Ki-moon y el presidente de honor del Comité Olímpico Internacional, Jacques Rogge. Del mismo modo, el 19 de septiembre de 2014, Kim participó en la ceremonia inaugural de los Juegos Asiáticos de 2014 en Incheon, Corea del Sur. Él, junto al actor Jang Dong-gun, el cantante de ópera coreano Ahn Sook-sol y personas procedentes de 45 países, entregaron el mensaje de «uno de Asia» en la segunda parte de la etapa culminante. El evento también contó con la presencia de varios dignatarios del Estado, incluido la presidenta de Corea del Sur, Park Geun-hye, y el presidente del Comité Olímpico Internacional, Thomas Bach.

### 2020:It's Okay to Not Be Okay
El 1 de septiembre realizó una aparición especial en el último episodio de la serie Hotel Del Luna, donde interpretó al nuevo dueño del «Hotel Blue Moon».
El 19 de enero del 2020 realizó una aparición especial durante el décimo episodio de la serie Crash Landing on You, donde dio vida al espía norcoreano Dong-gu.
El 20 de junio del mismo año se unió al elenco principal de la serie It's Okay to Not Be Okay (también conocida como «Psycho But It’s Okay») donde interpretó al inteligente y atractivo Moon Gang-tae, un trabajador de salud comunitaria, que luego de perder a sus padres cuando era niño se ha convertido en el sostén y apoyo de su hermano con autismo desde una edad temprana, hasta el final de la serie el 9 de agosto del mismo año.
En noviembre del mismo año se anunció que estaba en pláticas para unirse al elenco principal de la serie de Netflix: Finger, sin embargo en enero de 2021 se anunció que había rechazado el rol.
El 27 de noviembre de 2021 se unió al elenco principal de la serie One Ordinary Day (también conocida como «That Night») donde dio vida a Kim Hyun-soo. Un joven estudiante universitario cuya vida da un vuelco cuando inesperadamente se convierte en el principal sospechoso en un caso de asesinato, hasta el final de la serie el 19 de diciembre del mismo año. La serie es un remake de la serie británica Criminal Justice.

## Filmografía

### Series de televisión
| Año     | Título                      | Personaje                   | Notas                           | Ref.                               |
| ------- | --------------------------- | --------------------------- | ------------------------------- | ---------------------------------- |
| 2007    | Kimchi Cheese Smile         | Kim Soo-hyun                |                                 |                                    |
| 2008    | Jungle Fish                 | Han Jae-ta                  | 1 episodio                      |                                    |
| 2009    | Seven Years of Love         | Chun Jae                    | 1 episodio                      |                                    |
| 2009    | Will It Snow for Christmas? | Cha Kang-jin (de joven)     |                                 | [ 56 ]                             |
| 2009    | Father's House              | Kang Jae-il                 | 2 episodios                     |                                    |
| 2010    | Giant                       | Lee Sung-mo (de joven)      |                                 |                                    |
| 2011    | Dream High                  | Song Sam-dong               | 16 episodios                    | [ 57 ]                             |
| 2012    | Dream High 2                | Song Sam-dong               | Aparición especial, ep. 1       | [ 58 ]                             |
| 2012    | Moon Embracing the Sun      | Lee Hwon                    | 20 episodios                    | [ 59 ]                             |
| 2013-14 | My Love from the Star       | Do Min-joon                 | 21 episodios                    | [ 60 ]                             |
| 2015    | The Producers               | PD. Baek Seung-chan         | 12 episodios                    | [ 61 ] [ 62 ] [ 63 ] [ 64 ] [ 65 ] |
| 2019    | Hotel Del Luna              | Dueño del Hotel "Blue Moon" | Aparición especial, ep. 16      | [ 66 ] [ 67 ] [ 68 ]               |
| 2020    | Crash Landing on You        | Bang Dong-goo               | Aparición especial, ep. 10 y 15 | [ 69 ] [ 70 ]                      |
| 2020    | It's Okay to Not Be Okay    | Moon Kang-tae               | 16 episodios                    | [ 71 ] [ 72 ]                      |
| 2021    | One Ordinary Day            | Kim Hyun-soo                | 8 episodios                     | [ 73 ]                             |
| 2024    | La reina de las lágrimas    | Baek Hyun-woo               | 16 episodios                    | [ 74 ] [ 75 ]                      |

### Películas
| Año  | Título            | Hangul            | Personaje                    | Notas | Ref.   |
| ---- | ----------------- | ----------------- | ---------------------------- | ----- | ------ |
| 2008 | Cherry Blossom    | 체리블로섬        | Han Hyun-joon                |       |        |
| 2009 | Worst Friends     | 최악의 친구들     | Chun Gi                      |       |        |
| 2011 | A Function        | 이계도함수        | Hombre 1                     |       |        |
| 2012 | The Thieves       | 도둑들            | Zampano                      |       |        |
| 2013 | Secretly, Greatly | 은밀하게 위대하게 | Won Ryu-hwan / Bang Dong-goo |       |        |
| 2014 | Miss Granny       | 수상한 그녀       | Mr. Park (de joven)          | Cameo | [ 76 ] |
| 2016 | Real              | 리얼              | Jang Tae-yeong               |       | [ 77 ] |

### Presentador

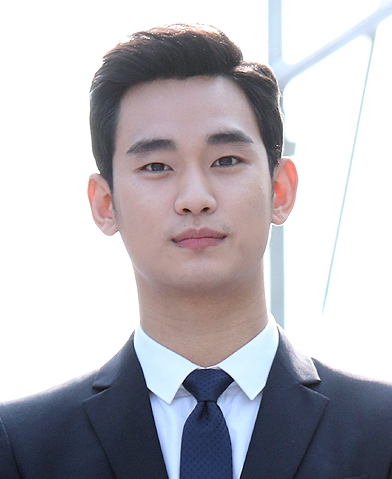
Kim en el 2014.

| Año  | Título                    | Notas                    | Ref.   |
| ---- | ------------------------- | ------------------------ | ------ |
| 2020 | 56th Baeksang Arts Awards | Presentador de categoría | [ 78 ] |

### Programas de variedades
| Año        | Título                   | Notas                          |
| ---------- | ------------------------ | ------------------------------ |
| -          | Live Talk Show Taxi      | (eps. 233-234, 255) - invitado |
| 2010       | Happy Together: Season 3 | (eps. 177) - invitado          |
| 2012, 2013 | Running Man              | (eps. 102, 147) - invitado     |
| 2017       | Infinite Challenge       | invitado                       |

### Documentales
| Año  | Título                                                                    | Notas |
| ---- | ------------------------------------------------------------------------- | ----- |
| 2013 | The Thieves: Making Documentary (도둑들 영화를 만들다)                    |       |
| 2012 | Documentary Special: Director Bong Joon-ho (다큐 스페셜 - 감독 봉준호 편) |       |

### Aparición en videos musicales
| Año  | Artista | Canción        | Notas |
| ---- | ------- | -------------- | ----- |
| 2017 | IU      | "Ending Scene" |       |

### Musicales
- El sueño de una noche de verano (한여름 밤의 꿈; 2003).
- Grease (그리스; 2009).
- Hamlet (햄릿; 2009).

## Premios y nominaciones
| Año  | Premio                   | Categoría                                   | Trabajo                  | Resultado | Ref.          |
| ---- | ------------------------ | ------------------------------------------- | ------------------------ | --------- | ------------- |
| 2020 | 7th APAN Star Award      | Top Excellence Award, Actor in a Miniseries | It's Okay to Not Be Okay | Nominado  | [ 79 ]        |
| 2020 | 7th APAN Star Award      | Popular Star Award, Actor                   | It's Okay to Not Be Okay | Ganó      | [ 80 ]        |
| 2020 | 7th APAN Star Award      | KT Seezn Star Award                         | It's Okay to Not Be Okay | Nominado  |               |
| 2020 | 7th APAN Star Award      | Grand Prize (Daesang)                       | It's Okay to Not Be Okay | Ganó      | [ 81 ]        |
| 2020 | 7th APAN Star Award      | Hot Issue Award (Actor)                     | It's Okay to Not Be Okay | Ganó      | [ 82 ] [ 83 ] |
| 2021 | 57th Baeksang Arts Award | Best Actor                                  | It's Okay to Not Be Okay | Nominado  | [ 84 ] [ 85 ] |